# Ozarba centralis
Ozarba centralis är en fjärilsart som beskrevs av Arnold Pagenstecher 1907. Ozarba centralis ingår i släktet Ozarba och familjen nattflyn. Inga underarter finns listade i Catalogue of Life.